# Neil Flynn
Neil Flynn Richard (Chicago, Illinois, USA, 1960. november 13. –) amerikai színész és komikus. Legismertebb szerepe A semmi közepén című sorozat Mike Heckje és a Dokik című sorozat Mindenese.

## Élete
Az ír származású Neil Flynn Chicago-ban született 1960. november 13-án. Diákként a Waukegan East Középiskolába járt. 1978-ban a barátjával, Mike Skhlairral együtt elnyerte a megyei Humoros duett-díjat. Miután 1982-ben elvégezte a Bradly Egyetem-et, Flynn visszatért Chicagóba, hogy folytassa színészi karrierjét.

## Pályafutása
A Chicagóban töltött ideje alatt a Goodman és a Steppenwolf színházakba járt.
Flynn a Dokik című vígjátéksorozatban eredetileg Dr. Cox szerepét kapta volna meg, de végül ő lett a sorozat Mindenese. A Dokik című sorozatban eredetileg csak az első epizódban szerepelt volna, de az alakítása olyan nagy sikert hozott számára, hogy a sorozat egyik főbb szereplőjévé vált. Bár a színész leginkább a Dokik-ban volt látható, emellett kisebb szerepeket is kapott, például az Azok a 70-es évek - showban, a Smallvilleben, a Seinfeldben, vagy a CSI: A helyszínelőkben. 2008-ban újra felvette Smith, az FBI-ügynök karakterét az Indiana Jones és a kristálykoponya királysága című filmben. Flynn alakította Lindsay Lohan karakterének az apját a Bajos csajok című filmben. Flynn egyszer megjelent a Drew Carey showban egy epizód erejéig. Ő volt a hangja a Kim Possible-ben a divatrendőrnek.

## Filmográfia
| Év   | Magyar cím                                    | Eredeti cím                                        | Szerep               | Magyar hangja              |
| ---- | --------------------------------------------- | -------------------------------------------------- | -------------------- | -------------------------- |
| 1994 | Szabadnapos baba                              | Baby's Day Out                                     | rendőr               |                            |
| 1994 | Rácsok mögött                                 | The Fence                                          | Dominick             |                            |
| 1996 | Láncreakció                                   | Chain Reaction                                     | State Trooper Nemitz |                            |
| 1997 | Reszkessetek, betörők! 3.                     | Home Alone 3                                       | rendőr               |                            |
| 1999 | Magnólia                                      | Magnolia                                           | Stanley Berry        |                            |
| 2000 | Az igazi kísértés!                            | The Right Temptation                               | Max                  |                            |
| 2001 | Dokik                                         | Scrubs                                             | A Mindenes           | Szinovál Gyula             |
| 2002 | Brekiék karácsonya                            | It's a Very Merry Muppet Christmas Movie           |                      |                            |
| 2004 | Bajos csajok                                  | Mean Girls                                         | Cady apja            |                            |
| 2006 | Bagolyvédők                                   | Hoot                                               | Mr. Eberhardt        |                            |
| 2006 | Agyátültetés                                  | Re-Animated                                        | színész              |                            |
| 2007 | Szex és halál kezdőknek                       | Sex and Death 101                                  | Zack                 |                            |
| 2008 | Indiana Jones és a kristálykoponya királysága | Indiana Jones and the Kingdom of the Crystal Skull | Smith                |                            |
| 2009 | A semmi közepén                               | The Middle                                         | Mike Heck            | Kerekes József, Vass Gábor |

## Fordítás
- Ez a szócikk részben vagy egészben  a   Neil Flynn című angol Wikipédia-szócikk fordításán alapul.  Az eredeti cikk szerkesztőit annak laptörténete sorolja fel. Ez a jelzés csupán a megfogalmazás eredetét és a szerzői jogokat jelzi, nem szolgál a cikkben szereplő információk forrásmegjelöléseként.

## További információ
- Neil Flynn a PORT.hu-n (magyarul)
- Neil Flynn az Internetes Szinkronadatbázisban (magyarul)
- Neil Flynn az Internet Movie Database-ben (angolul)
- Neil Flynn a Rotten Tomatoeson (angolul)